# Jully-sur-Sarce
Jully-sur-Sarce é uma comuna francesa na região administrativa de Grande Leste, no departamento de Aube. Estende-se por uma área de 30,44 km². Em 2010 a comuna tinha 240 habitantes (densidade: 7,9 hab./km²).